# Rockyford
Rockyford es un pueblo canadiense situado en la provincia de Alberta.

## Superficie
Rockyford tiene una superficie de 1,04 km².

## Demografía
En 2021, tenía 395 habitantes, una densidad poblacional de 380,7 hab./km², y 154 viviendas.